# Hertha Berliner Sport-Club 1975-1976
Questa voce raccoglie le informazioni riguardanti l'Hertha Berliner Sport-Club nelle competizioni ufficiali della stagione 1975-1976.

## Stagione
Nella stagione 1975-1976 l'Hertha Berlino, allenato da Georg Keßler, concluse il campionato di Bundesliga al 11º posto. In Coppa di Germania l'Hertha Berlino fu eliminato in semifinale dal Kaiserslautern. In Coppa UEFA l'Hertha Berlino fu eliminato al secondo turno dall'Ajax.

## Rosa
| N. |                     | Ruolo | Calciatore        |
| -- | ------------------- | ----- | ----------------- |
|    | Germania (bandiera) | P     | Horst Wolter      |
|    | Germania (bandiera) | P     | Thomas Zander     |
|    | Germania (bandiera) | D     | Holger Brück      |
|    | Germania (bandiera) | D     | Jürgen Diefenbach |
|    | Germania (bandiera) | D     | Frank Hanisch     |
|    | Germania (bandiera) | D     | Uwe Kliemann      |
|    | Germania (bandiera) | D     | Michael Sziedat   |
|    | Germania (bandiera) | D     | Hans Weiner       |
|    | Germania (bandiera) | C     | Erich Beer        |

| N. |                      | Ruolo | Calciatore       |
| -- | -------------------- | ----- | ---------------- |
|    | Germania (bandiera)  | C     | Erwin Hermandung |
|    | Danimarca (bandiera) | C     | Ole Rasmussen    |
|    | Germania (bandiera)  | C     | Wolfgang Sidka   |
|    | Germania (bandiera)  | A     | Gerhard Grau     |
|    | Germania (bandiera)  | A     | Lorenz Horr      |
|    | Germania (bandiera)  | A     | Erwin Kostedde   |
|    | Svezia (bandiera)    | A     | Benno Magnusson  |
|    | Germania (bandiera)  | A     | Detlev Szymanek  |

## Organigramma societario
Area tecnica
- Allenatore: Georg Keßler
- Allenatore in seconda: Hans Eder
- Preparatore dei portieri:
- Preparatori atletici:

## Calciomercato

### Sessione estiva
| Acquisti | Acquisti       | Acquisti          | Acquisti |
| R.       | Nome           | da                | Modalità |
| -------- | -------------- | ----------------- | -------- |
| A        | Erwin Kostedde | Kickers Offenbach |          |
| C        | Stef Walbeek   | Sparta Rotterdam  |          |

| Cessioni | Cessioni        | Cessioni          | Cessioni |
| R.       | Nome            | a                 | Modalità |
| -------- | --------------- | ----------------- | -------- |
| A        | Kudi Müller     | Servette          |          |
| D        | Ludwig Müller   | 1. FC Haßfurt     |          |
| A        | Michael Roßbach | Wacker 04 Berlino |          |

### Sessione invernale
| Acquisti | Acquisti      | Acquisti | Acquisti |
| R.       | Nome          | da       | Modalità |
| -------- | ------------- | -------- | -------- |
| C        | Ole Rasmussen | Næstved  |          |

| Cessioni | Cessioni | Cessioni | Cessioni |
| R.       | Nome     | a        | Modalità |
| -------- | -------- | -------- | -------- |

## Risultati

### Bundesliga

#### Girone di andata
| Arbitro: | Biwersi |

|                                |           |                    |
| Hermandung 28’ Beer 66’ (rig.) | Marcatori | 41’ (rig.) Konopka |

| Arbitro: | Wichmann |

|                                                        |           |                           |
| Hollmann 9’ Gersdorff 22’, 70’ Frank 47’ Handschuh 59’ | Marcatori | 50’ Kostedde 57’ Szymanek |

| Arbitro: | Engel |

|              |           |            |
| Kostedde 58’ | Marcatori | 72’ Kübler |

| Arbitro: | Ahlenfelder |

|                                           |           |                             |
| Åslund 22’ Schlief 30’ Höttges 55’ (rig.) | Marcatori | 40’ (aut.) Røntved 59’ Beer |

| Arbitro: | Walther |

|                                                   |           |  |
| Kostedde 5’ Beer 38’ (rig.), 42’ (rig.), 63’, 81’ | Marcatori |  |

| Arbitro: | Quindeau |

|                          |           |           |
| Brei 28’ (rig.) Seel 78’ | Marcatori | 54’ Brück |

| Arbitro: | Linn |

|                      |           |             |
| Kostedde 6’ Beer 20’ | Marcatori | 48’ Fischer |

| Arbitro: | Hennig |

|                             |           |           |
| Bihn 30’ Hanisch 44’ (aut.) | Marcatori | 59’ Sidka |

| Arbitro: | Haselberger |

|                            |           |  |
| Kostedde 34’, 86’ Beer 46’ | Marcatori |  |

| Arbitro: | Hilker |

|                          |           |                                                 |
| Anders 42’ Stegmayer 58’ | Marcatori | 9’, 18’ (rig.), 68’, 90’ Beer 14’, 80’ Kostedde |

| Arbitro: | Waltert |

|                        |           |  |
| Beer 14’, 83’ Horr 54’ | Marcatori |  |

| Arbitro: | Hilker |

|                        |           |             |
| Reimann 14’ Hidien 82’ | Marcatori | 3’ Kostedde |

| Arbitro: | Klauser |

|          |           |                    |
| Beer 10’ | Marcatori | 19’ Bella 40’ Worm |

| Arbitro: | Jensen |

|                                          |           |              |
| Lippens 10’ Hrubesch 36’ Bast 47’ (rig.) | Marcatori | 20’ Kostedde |

| Arbitro: | Antz |

|                                    |           |            |
| Kostedde 1’, 42’ Horr 17’ Beer 44’ | Marcatori | 16’ Kaczor |

| Arbitro: | Ahlenfelder |

|            |           |              |
| Nickel 19’ | Marcatori | 53’ Kostedde |

| Arbitro: | Wichmann |

|                       |           |               |
| Szymanek 69’ Horr 71’ | Marcatori | 8’ Kapellmann |

#### Girone di ritorno
| Arbitro: | Engel |

|                    |           |  |
| Weber 82’ Löhr 85’ | Marcatori |  |

| Arbitro: | Eschweiler |

|              |           |  |
| Szymanek 90’ | Marcatori |  |

| Arbitro: | Hennig |

|                                   |           |  |
| Flindt-Bjerg 18’, 90’ Schäfer 66’ | Marcatori |  |

| Berlino 23 marzo 1976, ore 20:00 CET 21ª giornata | Hertha Berlino | 0 – 0 referto | Werder Brema | Stadio Olimpico (8 000 spett.)\| Arbitro: \| Fork \| |
| Arbitro:                                          | Fork           |               |              |                                                      |

| Arbitro: | Linn |

|               |           |          |
| Brinkmann 68’ | Marcatori | 77’ Beer |

| Arbitro: | Lutz |

|                        |           |                     |
| Brück 18’ Kostedde 47’ | Marcatori | 49’ Seel 83’ Köhnen |

| Arbitro: | Quindeau |

|                      |           |                   |
| Gede 44’ Fischer 52’ | Marcatori | 57’ Grau 68’ Beer |

| Arbitro: | Hennig |

|          |           |  |
| Beer 81’ | Marcatori |  |

| Arbitro: | Schröder |

|              |           |          |
| Heynckes 90’ | Marcatori | 30’ Beer |

| Arbitro: | Scheffner |

|            |           |  |
| Weiner 10’ | Marcatori |  |

| Arbitro: | Waltert |

|                                                  |           |  |
| Sandberg 5’, 46’ Toppmöller 24’ Schwarz 62’, 72’ | Marcatori |  |

| Arbitro: | Linn |

|                |           |             |
| Hermandung 75’ | Marcatori | 29’ Volkert |

| Arbitro: | Haselberger |

|                      |           |                  |
| Jara 75’ Seliger 77’ | Marcatori | 28’ (rig.) Sidka |

| Arbitro: | Horstmann |

|                     |           |                      |
| Weiner 31’ Beer 67’ | Marcatori | 24’, 74’ Burgsmüller |

| Arbitro: | Schmoock |

|                         |           |  |
| Kaczor 24’ Tenhagen 74’ | Marcatori |  |

| Arbitro: | Wichmann |

|                                                      |           |                                               |
| Sziedat 40’ Beer 42’ (rig.), 82’ (rig.) Szymanek 65’ | Marcatori | 46’, 67’, 69’ (rig.) Grabowski 79’ Beverungen |

| Arbitro: | Hilker |

|                                                                |           |                                   |
| Müller 3’, 18’, 23’ (rig.), 31’, 84’ Künkel 37’ Rummenigge 40’ | Marcatori | 72’ Weiner 82’, 87’, 89’ Szymanek |

### Coppa di Germania
| Arbitro: | Röder |

|              |           |                                                    |
| Dobiasch 29’ | Marcatori | 4’ Weiner 8’, 61’, 69’, 90’ Beer 35’, 65’ Kostedde |

| Arbitro: | Lüling |

|                                 |           |                             |
| Beer 71’ Horr 72’, 75’ Grau 83’ | Marcatori | 61’ Brenninger 76’ Ohlicher |

| Arbitro: | Walesch |

|              |           |                             |
| Hoffmann 78’ | Marcatori | 53’ Sidka 60’, 79’ Kostedde |

| Arbitro: | Redelfs |

|           |           |  |
| Horr 100’ | Marcatori |  |

| Arbitro: | Hilker |

|          |           |                      |
| Horr 27’ | Marcatori | 9’ (aut.) Hermandung |

| Arbitro: | Messmer |

|            |           |                          |
| Schauß 59’ | Marcatori | 28’ Brück 87’ Diefenbach |

| Arbitro: | Redelfs |

|                                       |           |                           |
| Toppmöller 18’, 23’, 60’ Sandberg 30’ | Marcatori | 48’ Weiner 63’ Hermandung |

### Coppa UEFA
| Arbitro: | Rolles |

|                               |           |                 |
| Kostedde 4’, 56’ Horr 5’, 23’ | Marcatori | 34’ Kangaskorpi |

| Arbitro: | Świstek |

|         |           |                    |
| Salo 2’ | Marcatori | 47’ Sidka 50’ Grau |

| Arbitro: | Gonella |

|              |           |  |
| Kostedde 48’ | Marcatori |  |

| Arbitro: | Dörflinger-Buser |

|                                              |           |              |
| Brokamp 24’ Geels 29’ (rig.), 76’ Meijer 85’ | Marcatori | 39’ Kostedde |

## Statistiche

### Statistiche di squadra
| Competizione      | Punti | In casa | In casa | In casa | In casa | In casa | In casa | In trasferta | In trasferta | In trasferta | In trasferta | In trasferta | In trasferta | Totale | Totale | Totale | Totale | Totale | Totale | DR  |
| Competizione      | Punti | G       | V       | N       | P       | Gf      | Gs      | G            | V            | N            | P            | Gf           | Gs           | G      | V      | N      | P      | Gf     | Gs     | DR  |
| ----------------- | ----- | ------- | ------- | ------- | ------- | ------- | ------- | ------------ | ------------ | ------------ | ------------ | ------------ | ------------ | ------ | ------ | ------ | ------ | ------ | ------ | --- |
| Bundesliga        | 32    | 17      | 10      | 6       | 1       | 35      | 16      | 17           | 1            | 4            | 12           | 24           | 45           | 34     | 11     | 10     | 13     | 59     | 61     | -2  |
| Coppa di Germania | -     | 3       | 2       | 1       | 0       | 6       | 3       | 4            | 3            | 0            | 1            | 14           | 7            | 7      | 5      | 1      | 1      | 20     | 10     | +10 |
| Coppa UEFA        | -     | 2       | 2       | 0       | 0       | 5       | 1       | 2            | 1            | 0            | 1            | 3            | 5            | 4      | 3      | 0      | 1      | 8      | 6      | +2  |
| Totale            | 32    | 22      | 14      | 7       | 1       | 46      | 20      | 23           | 5            | 4            | 14           | 41           | 57           | 45     | 19     | 11     | 15     | 87     | 77     | +10 |

### Andamento in campionato
| Giornata  | 1 | 2  | 3  | 4  | 5 | 6 | 7 | 8  | 9 | 10 | 11 | 12 | 13 | 14 | 15 | 16 | 17 | 18 | 19 | 20 | 21 | 22 | 23 | 24 | 25 | 26 | 27 | 28 | 29 | 30 | 31 | 32 | 33 | 34 |
| --------- | - | -- | -- | -- | - | - | - | -- | - | -- | -- | -- | -- | -- | -- | -- | -- | -- | -- | -- | -- | -- | -- | -- | -- | -- | -- | -- | -- | -- | -- | -- | -- | -- |
| Luogo     | C | T  | C  | T  | C | T | C | T  | C | T  | C  | T  | C  | T  | C  | T  | C  | T  | C  | T  | C  | T  | C  | T  | C  | T  | C  | T  | C  | T  | C  | T  | C  | T  |
| Risultato | V | P  | N  | P  | V | P | V | P  | V | V  | V  | P  | P  | P  | V  | N  | V  | P  | V  | P  | N  | N  | N  | N  | V  | N  | V  | P  | N  | P  | N  | P  | N  | P  |
| Posizione | 4 | 12 | 11 | 15 | 7 | 9 | 9 | 11 | 8 | 5  | 4  | 5  | 7  | 9  | 8  | 9  | 5  | 8  | 6  | 9  | 9  | 10 | 9  | 9  | 7  | 9  | 8  | 9  | 9  | 10 | 10 | 10 | 10 | 11 |

Legenda:

Luogo: C = Casa; T = Trasferta. Risultato: V = Vittoria; N = Pareggio; P = Sconfitta.

### Statistiche dei giocatori
| Giocatore     | Bundesliga | Bundesliga | Bundesliga  | Bundesliga | Coppa di Germania | Coppa di Germania | Coppa di Germania | Coppa di Germania | Coppa UEFA | Coppa UEFA | Coppa UEFA  | Coppa UEFA | Totale   | Totale | Totale      | Totale     |
| Giocatore     | Presenze   | Reti       | Ammonizioni | Espulsioni | Presenze          | Reti              | Ammonizioni       | Espulsioni        | Presenze   | Reti       | Ammonizioni | Espulsioni | Presenze | Reti   | Ammonizioni | Espulsioni |
| ------------- | ---------- | ---------- | ----------- | ---------- | ----------------- | ----------------- | ----------------- | ----------------- | ---------- | ---------- | ----------- | ---------- | -------- | ------ | ----------- | ---------- |
| E. Beer       | 34         | 23         | 1           | 0          | 7                 | 5                 | 0                 | 0                 | 2          | 0          | 0           | 0          | 43       | 28     | 1           | 0          |
| H. Brück      | 34         | 2          | 5           | 0          | 7                 | 1                 | 0                 | 0                 | 4          | 0          | 0           | 0          | 45       | 3      | 5           | 0          |
| J. Diefenbach | 13         | 0          | 0           | 0          | 3                 | 1                 | 0                 | 0                 | 2          | 0          | 0           | 0          | 18       | 1      | 0           | 0          |
| G. Grau       | 28         | 1          | 0           | 0          | 5                 | 1                 | 0                 | 0                 | 3          | 1          | 0           | 0          | 36       | 3      | 0           | 0          |
| F. Hanisch    | 6          | 0          | 0           | 0          | 1                 | 0                 | 0                 | 0                 | 2          | 0          | 0           | 0          | 9        | 0      | 0           | 0          |
| E. Hermandung | 26         | 2          | 1           | 0          | 7                 | 1                 | 1                 | 0                 | 3          | 0          | 0           | 0          | 36       | 3      | 2           | 0          |
| L. Horr       | 27         | 3          | 1           | 0          | 7                 | 4                 | 1                 | 0                 | 4          | 2          | 0           | 0          | 38       | 9      | 2           | 0          |
| U. Kliemann   | 21         | 0          | 3           | 0          | 4                 | 0                 | 0                 | 0                 | 3          | 0          | 0           | 0          | 28       | 0      | 3           | 0          |
| E. Kostedde   | 26         | 14         | 1           | 0          | 6                 | 4                 | 0                 | 0                 | 4          | 4          | 0           | 0          | 36       | 22     | 1           | 0          |
| B. Magnusson  | 11         | 0          | 0           | 0          | 2                 | 0                 | 0                 | 0                 | 1          | 0          | 0           | 0          | 14       | 0      | 0           | 0          |
| O. Rasmussen  | 12         | 0          | 0           | 0          | 2                 | 0                 | 0                 | 0                 | 0          | 0          | 0           | 0          | 14       | 0      | 0           | 0          |
| W. Sidka      | 33         | 2          | 4           | 0          | 7                 | 1                 | 0                 | 0                 | 4          | 1          | 0           | 0          | 44       | 4      | 4           | 0          |
| M. Sziedat    | 33         | 1          | 3           | 0          | 6                 | 0                 | 0                 | 0                 | 4          | 0          | 0           | 0          | 43       | 1      | 3           | 0          |
| D. Szymanek   | 20         | 7          | 0           | 0          | 6                 | 0                 | 0                 | 0                 | 1          | 0          | 0           | 0          | 27       | 7      | 0           | 0          |
| S. Walbeek    | 13         | 0          | 0           | 0          | 2                 | 0                 | 0                 | 0                 | 3          | 0          | 0           | 0          | 18       | 0      | 0           | 0          |
| H. Weiner     | 34         | 3          | 0           | 0          | 7                 | 2                 | 0                 | 0                 | 4          | 0          | 0           | 0          | 45       | 5      | 0           | 0          |
| K. Wohlfarth  | 1          | 0          | 0           | 0          | 0                 | 0                 | 0                 | 0                 | 2          | 0          | 0           | 0          | 3        | 0      | 0           | 0          |
| H. Wolter     | 21         | 0          | 0           | 0          | 3                 | 0                 | 0                 | 0                 | 4          | 0          | 0           | 0          | 28       | 0      | 0           | 0          |
| T. Zander     | 15         | 0          | 1           | 0          | 4                 | 0                 | 0                 | 0                 | 0          | 0          | 0           | 0          | 19       | 0      | 1           | 0          |